# ティノ・マルティネス
コンスタンティノ・マルティネス（Constantino Martinez, 1967年12月7日 - ）は、アメリカ合衆国フロリダ州タンパ出身の元プロ野球選手（一塁手）。ニックネームは「Bamtino」。

## 経歴

### アマチュア時代
ジェファーソン高校時代はルイス・ゴンザレスとチームメイトだった。1985年のMLBドラフトでボストン・レッドソックスから3巡目に指名を受けるが契約せず、タンパ大学に進学。
1988年に行われたソウルオリンピックの野球アメリカ代表に選出され、決勝の日本戦で2本塁打を放ち、金メダル獲得に大きく貢献した。

### マリナーズ時代
1988年のMLBドラフトでシアトル・マリナーズから1巡目（全体14位）に指名を受け入団。
1990年8月20日のテキサス・レンジャーズ戦でメジャーデビューし、2安打を放つ。翌日の同カードではチャーリー・ハフから初打点を記録。
1992年にレギュラーに定着し、16本塁打を記録する。
1994年はストライキでシーズンが打ち切られたが、自身初の20本塁打を記録するなど徐々に長打力を発揮する。
1995年は前半戦で打率.299・18本塁打・58打点を記録するなど好調で、オールスターゲームに初めて選出される。シーズン通算で打率.293・31本塁打・111打点を記録、チームはカリフォルニア・エンゼルスとの最大11ゲーム差を逆転し、球団創設以来初の地区優勝を果たした。ニューヨーク・ヤンキースとのディビジョンシリーズでは打率.409・1本塁打と活躍したが、クリーブランド・インディアンスとのリーグチャンピオンシップシリーズでは打率.136に終わり、チームも2勝4敗で敗退した。12月7日に2選手との交換トレードでジェフ・ネルソンらと共にヤンキースへ移籍。

### ヤンキース時代
1996年は一時打率が1割を切るなど不振。前年限りで引退したドン・マッティングリーの復帰を熱望していたファンに受け入れてもらえなかったが、6月には復調。打率.292・25本塁打・117打点を記録し、チームの地区優勝に貢献。ポストシーズンでは振るわなかったが、チームはワールドシリーズでアトランタ・ブレーブスを4勝2敗で下し、18年ぶりのワールドチャンピオンに輝いた。
1997年は前半戦で打率.302・28本塁打・78打点の成績を残し、2年ぶりにオールスターゲームに選出され、初の先発出場を果たす。いずれもキャリアハイの打率.296・44本塁打・141打点を記録し、チームはワイルドカードを獲得する。クリーブランド・インディアンスとのディビジョンシリーズでは第1戦でオーレル・ハーシュハイザーから本塁打を放って勝利に貢献するが、チームは2勝3敗で敗退した。MVPの投票ではケン・グリフィー・ジュニアに次ぐ2位に入り、初のシルバースラッガー賞を受賞した。
1998年から2000年にかけても安定した成績を残し、チームのワールドシリーズ3連覇の偉業に大きく貢献した。
2001年は34本塁打・113打点を記録し、チームも4年連続でリーグ優勝。親友ゴンザレスが所属するアリゾナ・ダイヤモンドバックスとのワールドシリーズでは、1勝2敗で迎えた第4戦で9回裏に相手クローザーの金炳賢から同点2点本塁打を放って延長に持ち込み、サヨナラ勝利を演出した。第7戦は9回裏までリードし、4連覇まで後一歩まで迫りながら逆転サヨナラ負けを喫し、敗退した。オフにフリーエージェントとなり、12月18日にセントルイス・カージナルスに移籍。

### カージナルス時代
2002年は前年限りで引退したマーク・マグワイアの後釜として期待されるが、21本塁打・75打点に留まる。チームは地区優勝し、自身8年連続のポストシーズン出場を果たす。ダイヤモンドバックスとの再戦となったディビジョンシリーズでは無安打。サンフランシスコ・ジャイアンツとのリーグチャンピオンシップシリーズでも打率.143に終わり、チームも1勝4敗で敗退して自身5年連続のワールドシリーズ出場はならなかった。
2003年は15本塁打・69打点に終わり、11月21日に2選手との交換トレードで故郷のタンパベイ・デビルレイズに移籍。

### デビルレイズ時代
2004年は23本塁打・76打点を記録し、球団創設以来6年連続で最下位に沈んでいたチームの最下位脱出に貢献した。オフにフリーエージェントとなった。

### ヤンキース復帰
2005年1月1日にジェイソン・ジアンビのバックアップ要員として好守の一塁手を求めていた古巣ヤンキースに復帰。5月7日からの5試合連続本塁打を含め、5月3日から5月15日にかけて12試合で10本塁打・22打点を記録する。チームは8年連続の地区優勝。エンゼルスとのディビジョンシリーズでは無安打に終わり、チームも2勝3敗で敗退。オフにフリーエージェントとなり、引退した。

### 現役引退後
引退後はスポーツ専門チャンネルESPNやYESネットワークで野球解説者を務めた。
2012年11月8日、2013年シーズンからマイアミ・マーリンズで打撃コーチを務めることが明らかになったが、7月に辞任した。
2014年6月21日、ニューヨーク・ヤンキースの本拠地ヤンキー・スタジアムで行われたボルチモア・オリオールズ戦の試合前の始球式を務めた。

## 詳細情報

### 年度別打撃成績
| 年 度      | 球 団      | 試 合 | 打 席 | 打 数 | 得 点 | 安 打 | 二 塁 打 | 三 塁 打 | 本 塁 打 | 塁 打 | 打 点 | 盗 塁 | 盗 塁 死 | 犠 打 | 犠 飛 | 四 球 | 敬 遠 | 死 球 | 三 振 | 併 殺 打 | 打 率 | 出 塁 率 | 長 打 率 | O P S |
| ---------- | ---------- | ----- | ----- | ----- | ----- | ----- | -------- | -------- | -------- | ----- | ----- | ----- | -------- | ----- | ----- | ----- | ----- | ----- | ----- | -------- | ----- | -------- | -------- | ----- |
| 1990       | SEA        | 24    | 78    | 68    | 4     | 15    | 4        | 0        | 0        | 19    | 5     | 0     | 0        | 0     | 1     | 9     | 0     | 0     | 9     | 0        | .221  | .308     | .279     | .587  |
| 1991       | SEA        | 36    | 125   | 112   | 11    | 23    | 2        | 0        | 4        | 37    | 9     | 0     | 0        | 0     | 2     | 11    | 0     | 0     | 24    | 2        | .205  | .272     | .330     | .602  |
| 1992       | SEA        | 136   | 513   | 460   | 53    | 118   | 19       | 2        | 16       | 189   | 66    | 2     | 1        | 1     | 8     | 42    | 9     | 2     | 77    | 24       | .257  | .316     | .411     | .727  |
| 1993       | SEA        | 109   | 464   | 408   | 48    | 108   | 25       | 1        | 17       | 186   | 60    | 0     | 3        | 3     | 3     | 45    | 9     | 5     | 56    | 7        | .265  | .343     | .456     | .799  |
| 1994       | SEA        | 97    | 366   | 329   | 42    | 86    | 21       | 0        | 20       | 167   | 61    | 1     | 2        | 4     | 3     | 29    | 2     | 1     | 52    | 9        | .261  | .320     | .508     | .828  |
| 1995       | SEA        | 141   | 593   | 519   | 92    | 152   | 35       | 3        | 31       | 286   | 111   | 0     | 0        | 2     | 6     | 62    | 15    | 4     | 91    | 10       | .293  | .369     | .551     | .920  |
| 1996       | NYY        | 155   | 671   | 595   | 82    | 174   | 28       | 0        | 25       | 277   | 117   | 2     | 1        | 1     | 5     | 68    | 4     | 2     | 85    | 18       | .292  | .364     | .466     | .830  |
| 1997       | NYY        | 158   | 685   | 594   | 96    | 176   | 31       | 2        | 44       | 343   | 141   | 3     | 1        | 0     | 13    | 75    | 14    | 3     | 75    | 15       | .296  | .371     | .577     | .948  |
| 1998       | NYY        | 142   | 608   | 531   | 92    | 149   | 33       | 1        | 28       | 268   | 123   | 2     | 1        | 0     | 10    | 61    | 3     | 6     | 83    | 18       | .281  | .355     | .505     | .860  |
| 1999       | NYY        | 159   | 665   | 589   | 95    | 155   | 27       | 2        | 28       | 270   | 105   | 3     | 4        | 0     | 4     | 69    | 7     | 3     | 86    | 14       | .263  | .341     | .458     | .799  |
| 2000       | NYY        | 155   | 632   | 569   | 69    | 147   | 37       | 4        | 16       | 240   | 91    | 4     | 1        | 0     | 3     | 52    | 9     | 8     | 74    | 16       | .258  | .328     | .422     | .750  |
| 2001       | NYY        | 154   | 635   | 589   | 89    | 165   | 24       | 2        | 34       | 295   | 113   | 1     | 2        | 0     | 2     | 42    | 2     | 2     | 89    | 12       | .280  | .329     | .501     | .830  |
| 2002       | STL        | 150   | 576   | 511   | 63    | 134   | 25       | 1        | 21       | 224   | 75    | 3     | 2        | 1     | 4     | 58    | 9     | 2     | 71    | 12       | .262  | .337     | .438     | .775  |
| 2003       | STL        | 138   | 547   | 476   | 66    | 130   | 25       | 2        | 15       | 204   | 69    | 1     | 1        | 2     | 7     | 53    | 7     | 9     | 71    | 14       | .273  | .352     | .429     | .781  |
| 2004       | TB         | 138   | 538   | 458   | 63    | 120   | 20       | 1        | 23       | 211   | 76    | 3     | 1        | 0     | 5     | 66    | 9     | 9     | 72    | 10       | .262  | .362     | .461     | .823  |
| 2005       | NYY        | 131   | 348   | 303   | 43    | 73    | 9        | 0        | 17       | 133   | 49    | 2     | 0        | 0     | 4     | 38    | 3     | 3     | 54    | 10       | .241  | .328     | .439     | .767  |
| 通算：16年 | 通算：16年 | 2023  | 8044  | 7111  | 1008  | 1925  | 365      | 21       | 339      | 3349  | 1271  | 27    | 20       | 14    | 80    | 780   | 102   | 59    | 1069  | 191      | .271  | .344     | .471     | .815  |

- 各年度の太字はリーグ最高

### 表彰
- シルバースラッガー賞 1回：1997年
- MLBオールスターゲーム選出 2回：1995年, 1997年
- USAトゥデイ・マイナーリーグ年間最優秀選手賞 1回：1990年

### 背番号
- 14（1990年 - 1991年）
- 23（1992年 - 1995年）
- 24（1996年 - 2005年、2004年
- 21（2002年 - 2003年）